# Тітіріджі
Тітірі́джі (Hemitriccus) — рід горобцеподібних птахів родини тиранових (Tyrannidae). Представники цього роду мешкають в Південній Америці.

## Таксономія і систематика
Молекулярно-генетичне дослідження, проведене Телло та іншими в 2009 році дозволило дослідникам краще зрозуміти філогенію родини тиранових. Згідно із запропонованою ними класифікацією, рід Тітіріджі (Hemitriccus) належить до родини Пікопланові (Rhynchocyclidae), підродини Мухоловоклинодзьобних (Todirostrinae). До цієї підродини систематики відносять також роди  Чорночубий мухолов (Taeniotriccus), Великий мухоїд (Cnipodectes), Мухолов-клинодзьоб (Todirostrum), Мухолов (Poecilotriccus), Аруна (Myiornis), Жовтоокий тиранчик (Atalotriccus), Тиранчик-чубань (Lophotriccus) і Криводзьоб (Oncostoma). Однак більшість систематиків не визнає цієї класифікації.

## Види
Виділяють 22 види:
- Тітіріджі амазонійський (Hemitriccus minor)
- Тітіріджі гаянський (Hemitriccus josephinae)
- Тітіріджі вохристий (Hemitriccus flammulatus)
- Тітіріджі сіроволий (Hemitriccus diops)
- Тітіріджі бамбуковий (Hemitriccus obsoletus)
- Тітіріджі білоокий (Hemitriccus zosterops)
- Тітіріджі малий (Hemitriccus minimus)
- Тітіріджі оливковий (Hemitriccus orbitatus)
- Тітіріджі жовточеревий (Hemitriccus iohannis)
- Тітіріджі рябогорлий (Hemitriccus striaticollis)
- Тітіріджі східний (Hemitriccus nidipendulus)
- Тітіріджі болівійський (Hemitriccus spodiops)
- Тітіріджі білочеревий (Hemitriccus margaritaceiventer)
- Тітіріджі бразильський (Hemitriccus inornatus)
- Тітіріджі чорногорлий (Hemitriccus granadensis)
- Тітіріджі андійський (Hemitriccus rufigularis)
- Тітіріджі рудоволий (Hemitriccus cinnamomeipectus)
- Тітіріджі жовтогрудий (Hemitriccus mirandae)
- Тітіріджі санта-катаринський (Hemitriccus kaempferi)
- Тітіріджі вохристоголовий (Hemitriccus furcatus)
- Тітіріджі блідий (Hemitriccus griseipectus)
- Тітіріджі акреський (Hemitriccus cohnhafti)[9]

## Етимологія
Наукова назва роду Hemitriccus походить від сполучення слів дав.-гр. ἡμι — малий і τρικκος — дрібна пташка (в орнітології означає птаха з родини тиранових).